# Thionville
Thionville (letzeburgsk: Diddenuewen, tysk: Diedenhofen) er en by i det nordøstlige Frankrig, beliggende i regionen Grand Est, departementet Moselle. Thionville har 42.778(2022) indbyggere.